# Cantonul Villiers-Saint-Georges
Cantonul Villiers-Saint-Georges este un canton din arondismentul Provins, departamentul Seine-et-Marne, regiunea Île-de-France , Franța.

## Comune
- Augers-en-Brie
- Beauchery-Saint-Martin
- Beton-Bazoches
- Cerneux
- Chalautre-la-Grande
- Champcenest
- Courchamp
- Courtacon
- Léchelle
- Louan-Villegruis-Fontaine
- Les Marêts
- Melz-sur-Seine
- Montceaux-lès-Provins
- Rupéreux
- Saint-Martin-du-Boschet
- Sancy-lès-Provins
- Sourdun
- Villiers-Saint-Georges (reședință)
- Voulton